# Semelina nuculoides
Semelina nuculoides är en musselart som först beskrevs av Conrad 1841.  Semelina nuculoides ingår i släktet Semelina och familjen Semelidae. Inga underarter finns listade i Catalogue of Life.